# Gary Dornhoefer
Gerhardt Otto „Gary“ Dornhoefer (* 2. Februar 1943 in Kitchener, Ontario) ist ein ehemaliger kanadischer Eishockeyspieler, der im Verlauf seiner aktiven Karriere zwischen 1961 und 1978 unter anderem 867 Spiele für die Boston Bruins und Philadelphia Flyers in der National Hockey League (NHL) auf der Position des rechten Flügelstürmers bestritten hat. Mit den Flyers gewann Dornhoefer in den Jahren 1974 und 1975 den Stanley Cup.

## Karriere
Gary Dornhoefer begann seine Karriere als Eishockeyspieler bei den Niagara Falls Flyers, für die er von 1961 bis 1963 in der kanadischen Juniorenliga Ontario Hockey Association aktiv war. Anschließend stand der Flügelspieler von 1963 bis 1967 bei den Boston Bruins aus der National Hockey League unter Vertrag, bei denen er sich jedoch nie dauerhaft durchsetzen konnte. Stattdessen kam er in diesem Zeitraum überwiegend in den Minor Leagues zum Einsatz. Dort spielte er für die Minneapolis Bruins aus der Central Professional Hockey League, die San Francisco Seals aus der Western Hockey League sowie die Hershey Bears aus der American Hockey League. Bei den Hershey Bears verbrachte er schließlich sogar die gesamte Saison 1966/67 in der AHL. Im NHL Expansion Draft 1967 wurde der Kanadier von den Philadelphia Flyers ausgewählt. Bei dem neu gegründeten Franchise gehörte er in den folgenden elf Jahren zu den Führungsspielern und wurde in den Jahren 1973 und 1977 jeweils eingeladen, am NHL All-Star Game teilzunehmen. Nach der Saison 1977/78 beendete er bei den Flyers seine Karriere im Alter von 35 Jahren.
Von 1978 bis 1986 war Dornhoefer als Kommentator für Hockey Night in Canada tätig. Zudem kommentierte er regelmäßig Spiele der Philadelphia Flyers.

## Erfolge und Auszeichnungen
| - 1963 J.-Ross-Robertson-Cup-Gewinn mit den Niagara Falls Flyers - 1973 Teilnahme am NHL All-Star Game - 1974 Stanley-Cup-Gewinn mit den Philadelphia Flyers | - 1975 Stanley-Cup-Gewinn mit den Philadelphia Flyers - 1977 Teilnahme am NHL All-Star Game |

## Karrierestatistik

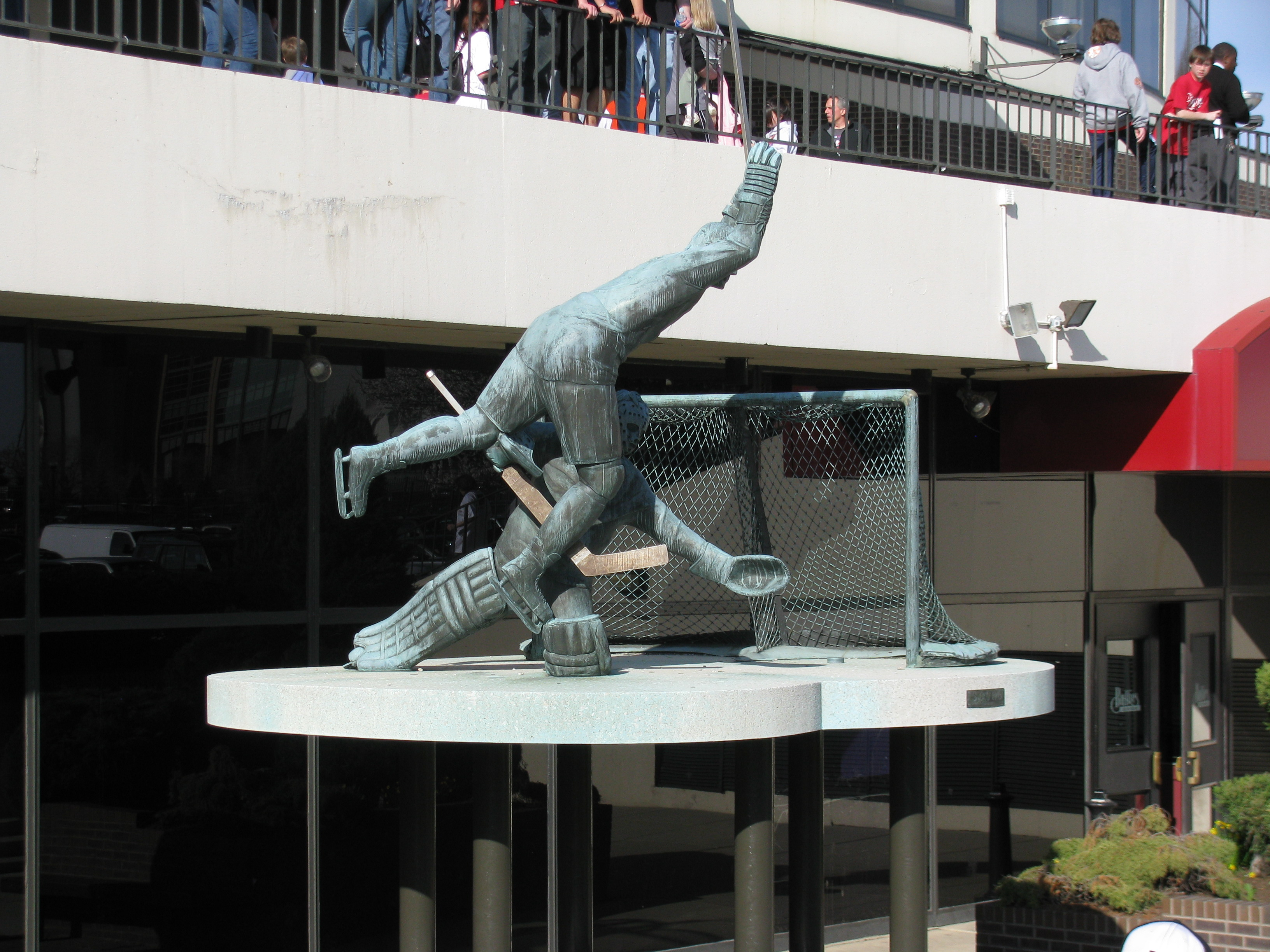
Statue, die Dornhoefers Overtime-Tor in den Stanley-Cup-Playoffs 1973 darstellt

(Legende zur Spielerstatistik: Sp oder GP = absolvierte Spiele; T oder G = erzielte Tore; V oder A = erzielte Assists; Pkt oder Pts = erzielte Scorerpunkte; SM oder PIM = erhaltene Strafminuten; +/− = Plus/Minus-Bilanz; PP = erzielte Überzahltore; SH = erzielte Unterzahltore; GW = erzielte Siegtore; 1 Play-downs/Relegation; Kursiv: Statistik nicht vollständig)